# Железная дорога Хузум — Киль
Железная дорога Хузум — Киль — главная железнодорожная линия в Шлезвиг-Гольштейне (Земли Германии). Центральный участок линии, который является общим с линией Ноймюнстер — Фленсбург, имеет два пути и электрифицирован, а её западные и восточные участки —  однопутные и обслуживаются тепловозной тягой. Железная дорога связывает между собой города Хузум и Киль через Рендсбург и служит важной железнодорожной линией с запада на восток между Северным и Балтийским морем. Исторически, линия шла из Хузума в Киль через Эрфде и Рендсбург. Нынешняя линия проходит через Юбек, Шлезвиг и Рендсбург, часть пути Юбек — Рендсбург совмещена с линией Ноймюнстер — Фленсбург. Линия была открыта в 1854 году и является одной из старейших железных дорог в Германии.

## Маршрут
Линия начинается на третьей станции Хузум, которая была открыта в 1910 году для линии в Эрфде и Рендсбург. Эта станция является основным транспортным узлом на побережье Северного моря в Шлезвиг-Гольштейне. В дополнение к поездам в Киль и обратно она обслуживает поезда Marsh Railway и линию Хузум — Санкт-Петер-Ординг. Линия проходит в Киль через плоский нанос гравия на северо-восток и достигает реки Мюленбах в Орштедте.
Несколько станций вдоль линии были заброшены в начале 1980-х годов и используются только грузовыми поездами. Часть линии от Юбека проходит по маршруту Ноймюнстер — Фленсбург. Линия проходит по равнине, в основном используемой для сельскохозяйственных целей, до станции Шлезвиг, далее через холмистые морены в Рендсбург. Поезда не останавливаются в Бюдельсдорфе, который был соединён, до 1974 года, со старой линией из Хузума в Рендсбург через Эрфде, которая была открыта 1 сентября 1910 года.
После постройки Кильского канала поезда не могли проследовать до станции Рендсбург, так как она очень близко находилась к Рендсбургскому Высокому мосту. Станция не была перемещена, вместо этого была построена большая Рендсбургская петля вокруг части города, чтобы соединить станцию с мостом.
Линия разветвлена от станции Остеррёнфельд к Килю до линии, продлённой далее на восток 15 октября 1904 года. В Фельде линия пересекает реку Айдер, которая впадает в Кильский канал неподалеку. Часть линии проходит по маршруту Киль — Фленсбург, а затем Гамбург-Альтона — Киль непосредственно перед входом в Центральный вокзал Киля.

## История

### Хузум — Эрфде — Рендсбург
1 сентября 1910 года открыта 50-километровая прямая линия Хузум — Эрфде — Рендсбург. Она начиналась в Хузуме, пересекала реку Трене к Нордерштапелю и проходила через Эрфде в Рендсбург и затем продолжалась по текущему маршруту в Киль. Линия пересекала Окружную железную дорогу Шлезвига между Фридрихштадтом и Шлезвигом в Нордерштапеле до 1934 года.
В конце 1920-х годов на маршруте Хузум — Эрфде — Рендсбург — Киль были постоянные пассажирские перевозки с общей продолжительностью около трех часов. Более быстрые перевозки на маршруте занимали около двух часов 20 минут. В 1959 году междугородние автобусы по маршруту в Рендсбург следовали около 70 минут. Местные поезда на маршруте Хузум — Киль продолжали следовать через Эрфде, а экспрессы уже ехали через Юбек. Всего было около восьми пар поездов ежедневно.
25 мая 1974 года пассажирские перевозки из Хузума в Рендсбург через Эрфде были закрыты. В то же время были прекращены грузовые перевозки на участке на линии между Эрфде и Хоном. Затем линия была демонтирована. Непрерывная связь была таким образом сведена только к грузовым перевозкам на участках Хузум — Эрфде и Рендсбург — Хон. Эти участки ещё были постепенно укорочены в последующие десятилетия. Одной из причин закрытия была болотистая почва на средней части линии. С тех пор все поезда из Хузума в Киль проходили через Юбек, Шлезвиг и Рендсбург, что означает крюк примерно 12 км.
Маршрут уже в значительной степени был разобран. 28 мая 1988 года грузовые перевозки между Фокбеком и Хоном были прекращены. Около 2,5 км линии между вокзалом Рендсбурга и северной промышленной зоной осталось, но они тоже сейчас не используются. Линия Хузум — Эрфде была закрыта для грузоперевозок в Эрфде 24 сентября 1988 года, в Швабштедт — 27 мая 1989 года, в Мильдштедт — 22 мая 1993 года. Она продолжала работать в качестве подъездного пути для лесозавода в Мильдштедте до 2003 года.

### Хузум — Юбек
Большая часть этого 26-километрового участка была построена как часть линии Фленсбург — Хузум — Тённинг, построенной железнодорожной компанией Flensburg-Husum-Tönningen Railway Company (Flensburg-Husum-Tönninger Eisenbahngesellschaft, FHTE) 25 октября 1854, для, среди прочего, перевозки крупного рогатого скота в Великобританию. 25 октября 1854 года FHTE также открыла линию из Орштедта в Рендсбург через города Овшлаг, проходящую к западу от города Шлезвиг. После войны за Шлезвиг и Гольштейн 1864 года, Герцогство Шлезвиг было присоединено к Пруссии и северо-восточная часть линии от Хузума до Фленсбурга была направлена для запуска от Золльбрюка (возле Орштедта) в Юбек, вместо Эггебека. Эта линия была открыта 29 декабря 1869 и образовала маршрут между Хузумом и Ноймюнстером, который имел преимущество, проходя через Шлезвиг, и максимизировала использование линии Ноймюнстер — Фленсбург. Старый маршрут от Орштедта в Овшлаг был закрыт в то же время.

### Юбек — Рендсбург
Эта часть линии используется совместно с серединой маршрута Ноймюнстер — Фленсбург.

### Рендсбург — Киль
Этот маршрут был открыт 15 октября 1904 года Прусскими Государственными железными дорогами. Пассажирские услуги в основном предоставлялись за счет местных поездов. Уже в конце 1920-х годов, некоторые через поезда ездили в Хузум, некоторые из них делали лишь пару остановок. Позже на линии были три-четыре пары скоростных поездов, которые регулярно проходили по маршруту, включая два поезда Хузум — Любек. После закрытия линии Нибюлль — Фленсбург в 1980 году, пара поездов ходит сезонно как Sylter Welle из Киля (иногда также из Любека) в Вестерланд через Юбек вместо Фленсбурга. Этот поезд прошёл в последний раз в 2005 году и был последним пассажирским поездом на линии.
Последней была открыта станция между Рендсбургом и Килем в Меттенхофе в начале 1970-х годов, чтобы обслужить спутниковый населённый пункт рядом с Килем. В 1984 году все остановки между Рендсбургом и Килем были закрыты. В 1987 году, региональные скоростные поезда (Regionalschnellbahnen) были введены на линии. Станция Фельде (ранее Brandsbek) была вновь открыта для запуска поезда Nord-Ostsee-Bahn (NOB) (сейчас управляется компанией Veolia Verkehr) в 2000 году.

## Текущие операции
С ноября 2000 года, все пассажирские перевозки на линии Хузум — Киль управлялись NOB с компанией Alstom Coradia LINT и дизельными моторвагонными поездами Bombardier Talent ежечасно.
В соответствии с расписанием, проезд 102 км маршрута занимает 81 или 83 минут. Промежуточные остановки в Юбеке, Шлезвиге, Овшлаге, Рендсбурге и Фельде.